# 鹽湖城都市區
鹽湖城都市區（Salt Lake City metropolitan area）是一個以猶他州鹽湖城為中心的都市區，其範圍包括了鹽湖縣和圖埃勒縣。據2010年美國人口普查，鹽湖城都市區有人口1,087,873人。2014年7月1日，鹽湖城都市區人口估計有1,153,340人，比2010年4月增長65,467人。